# Savior
Savior es una película estadounidense de 1998 que se desarrolla en la Guerra de Bosnia (1992-1995), donde croatas, serbios y bosnios musulmanes se enfrentan entre ellos disputándose el territorio de la República ex-yugoslava de Bosnia y Herzegovina. El protagonista (Dennis Quaid) es un mercenario norteamericano que lucha en el bando serbio, pero que tras una serie de percances decide desertar y ayudar a una víctima de esa guerra.

## Sinopsis
Un militar norteamericano vinculado a su embajada en París sufre un atentado en un restaurante parisino donde su joven mujer e hijo pierden la vida. Acto seguido, y presuponiendo que han sido los islamistas, se dirige a una mezquita cercana y comete un crimen masivo. Tras estos hechos se enrola en la Legión Extranjera y luego pasa a servir como mercenario, apareciendo en la Guerra de Bosnia, ayudando al bando serbio frente a los bosnios musulmanes.  En ese puesto actúa como francotirador y elimina a todo adversario que se le cruce incluyendo niños.
En un intercambio de prisioneros entre serbios y bosnio-musulmanes, una joven serbia embarazada de termino es devuelta a sus familiares. Sin embargo, la mujer fue violada y el padre es presumiblemente un bosnio-musulmán, lo que provoca que la familia la expulse de su casa y la deje librada a su suerte. Un soldado serbio, Goran, amigo de la familia, intenta asesinarla a patadas y disparos. En ese momento, el mercenario protagonista que acompañaba al soldado serbio lo mata, y se hace cargo de ella y de su hijo recién nacido intentando por todos los medios hacerla llegar a territorio controlado por la Naciones Unidas. Para ello, no sólo tiene que impedir que los familiares les alcancen, sino que tiene que luchar con el rechazo que la mujer tiene a su bebé y además tienen que cruzar territorio controlado por los serbios, y también el controlado por los croatas.
Sin lugar a dudas, una experiencia bastante dura que el director, Predrag Antonijević, sabe perfectamente plasmar en la pantalla, con unos niveles de cruda realidad histórica y violencia pocas veces superados.

## Reparto
- Dennis Quaid como Joshua Rose / Guy.
- Nataša Ninković como Vera.
- Stellan Skarsgård como Peter Dominic.
- Nastassja Kinski como Maria Rose.
- Sergej Trifunović como Goran.
- Pascal Rollin como Paris Priest.
- Catlin Foster como Christian.
- John Maclaren como Coronel.

## Música
La música estuvo a cargo de la orquesta que dirige David Robbins, los coros los realizó la Radio Televisión de Serbia y la Orquesta Sinfónica de Belgrado. Algunas canciones que se utilizaron en la cinta son canciones folclóricas de Yugoslavia como Zajdi, zadji Uspavanka y Rasti, rasti, moj zeleni bore.

## Localizaciones
Se grabó en la actual Yugoslavia y en lugares de Montenegro como son:
- Budva, Montenegro
- Kotor, Montenegro
- Montreal, Quebec, Canadá
- Mountains, Kotor, Montenegro
- Rijeka Crnojevica, Montenegro
- Skadar lake, Montenegro
- Skadarsko jezero, Montenegro